# Wick (Dorset)
Wick – wieś w Anglii, w hrabstwie ceremonialnym Dorset, w dystrykcie (unitary authority) Bournemouth, Christchurch and Poole. Leży 47 km na wschód od miasta Dorchester i 145 km na południowy zachód od Londynu.